# 2017-es U17-es labdarúgó-világbajnokság
A 2017-es U17-es labdarúgó-világbajnokság volt a 17. ilyen jellegű torna. A tornát 24 válogatott részvételével október 6. és október 28. között rendezték Indiában, először volt házigazda. A világbajnokságon 2000. január 1. után született labdarúgók vehettek részt. A  címvédő Nigéria válogatottja. A győztes, Anglia válogatottja lett.

## Résztvevők
A házigazda India mellett a következő 23 válogatott vesz részt:
| Szövetség                                         | Selejtezőtorna                                  | Csapatok                                                           |
| ------------------------------------------------- | ----------------------------------------------- | ------------------------------------------------------------------ |
| AFC (Ázsia)                                       | 2016-os U16-os Ázsia-kupa                       | Irán · Irak · Japán · Észak-Korea                                  |
| CAF (Afrika)                                      | 2017-es U17-es Afrika-kupa                      | Ghána · Guinea · Mali · Niger                                      |
| CONCACAF (Észak és Közép-amerikai, Karibi térség) | 2017-es U17-es CONCACAF-aranykupa               | Costa Rica · Egyesült Államok · Honduras · Mexikó                  |
| CONMEBOL (Dél-Amerika)                            | 2017-es U17-es dél-amerikai Labdarúgó-bajnokság | Brazília · Chile · Kolumbia · Paraguay                             |
| OFC (Óceánia)                                     | 2017-es U17-es óceániai-bajnokság               | Új-Kaledónia · Új-Zéland                                           |
| UEFA (Európa)                                     | 2017-es U17-es labdarúgó-Európa-bajnokság       | Anglia · Spanyolország · Törökország · Németország · Franciaország |
| Rendező ország                                    | Rendező ország                                  | India                                                              |

## Csoportkör
A csoportkörben minden csapat a másik három csapattal egy-egy mérkőzést játszott, így összesen 6 mérkőzésre került sor mind a hat csoportban. A csoportokból az első két helyezett, és a négy legjobb harmadik helyezett jutott tovább. Minden csoportban az utolsó két mérkőzést azonos időpontban játszották. A csoportkör után egyenes kieséses rendszerben folytatódott a vb.
Sorrend meghatározása
1. több szerzett pont az összes mérkőzésen
2. jobb gólkülönbség az összes mérkőzésen
3. több lőtt gól az összes mérkőzésen
4. több szerzett pont az azonosan álló csapatok között lejátszott mérkőzéseken
5. jobb gólkülönbség az azonosan álló csapatok között lejátszott mérkőzéseken
6. több lőtt gól az azonosan álló csapatok között lejátszott mérkőzéseken
7. sorsolás

### A csoport
| Hely. | Csapat           | M | Gy | D | V | G+ | G– | Gk | P | Továbbjutás              |
| ----- | ---------------- | - | -- | - | - | -- | -- | -- | - | ------------------------ |
| 1.    | Ghána            | 3 | 2  | 0 | 1 | 5  | 1  | +4 | 6 | Egyenes kieséses szakasz |
| 2.    | Kolumbia         | 3 | 2  | 0 | 1 | 5  | 3  | +2 | 6 | Egyenes kieséses szakasz |
| 3.    | Egyesült Államok | 3 | 2  | 0 | 1 | 5  | 3  | +2 | 6 | Egyenes kieséses szakasz |
| 4.    | India (R)        | 3 | 0  | 0 | 3 | 1  | 9  | −8 | 0 |                          |

| 2017. október 6. 17:00 |

| Kolumbia | 0–1               | Ghána       |
| -------- | ----------------- | ----------- |
|          | (0–1) Jegyzőkönyv | Ibrahim 39' |

| Jawaharlal Nehru Stadium, Delhi Nézőszám: 24 300 Játékvezető: Clément Turpin (francia) |

| 2017. október 6. 20:00 |

| India | 0–3               | Egyesült Államok                               |
| ----- | ----------------- | ---------------------------------------------- |
|       | (0–1) Jegyzőkönyv | Sargent 30' (11-esből) Durkin 51' Carleton 84' |

| Jawaharlal Nehru Stadium, Delhi Nézőszám: 46 750 Játékvezető: Gery Vargas (bolíviai) |

| 2017. október 9. 17:00 |

| Ghána | 0–1               | Egyesült Államok |
| ----- | ----------------- | ---------------- |
|       | (0–0) Jegyzőkönyv | Akinola 75'      |

| Jawaharlal Nehru Stadium, Delhi Nézőszám: 17 500 Játékvezető: Anasztásziosz Szidirópulosz (görög) |

| 2017. október 9. 20:00 |

| India          | 1–2               | Kolumbia         |
| -------------- | ----------------- | ---------------- |
| Thounaojam 82' | (0–0) Jegyzőkönyv | Peñaloza 49' 83' |

| Jawaharlal Nehru Stadium, Delhi Nézőszám: 48 184 Játékvezető: Ricardo Montero (Costa Rica-i) |

| 2017. október 12. 20:00 |

| Ghána                            | 4–0               | India |
| -------------------------------- | ----------------- | ----- |
| Ayiah 43' 52' Danso 86' Toku 87' | (1–0) Jegyzőkönyv |       |

| Jawaharlal Nehru Stadium, Delhi Nézőszám: 52 614 Játékvezető: Abdelkader Zitouni (tahiti) |

| 2017. október 12. 20:00 |

| Egyesült Államok | 1–3               | Kolumbia                             |
| ---------------- | ----------------- | ------------------------------------ |
| Acosta 24'       | (1–1) Jegyzőkönyv | Vidal 3' Peñaloza 67' D. Caicedo 87' |

| DY Patil Stadium, Navi Mumbai Nézőszám: 22 263 Játékvezető: Artur Soares Dias (portugál) |

### B csoport
| Hely. | Csapat      | M | Gy | D | V | G+ | G– | Gk | P | Továbbjutás              |
| ----- | ----------- | - | -- | - | - | -- | -- | -- | - | ------------------------ |
| 1.    | Paraguay    | 3 | 3  | 0 | 0 | 10 | 5  | +5 | 9 | Egyenes kieséses szakasz |
| 2.    | Mali        | 3 | 2  | 0 | 1 | 8  | 4  | +4 | 6 | Egyenes kieséses szakasz |
| 3.    | Új-Zéland   | 3 | 0  | 1 | 2 | 4  | 8  | −4 | 1 |                          |
| 4.    | Törökország | 3 | 0  | 1 | 2 | 2  | 7  | −5 | 1 |                          |

| 2017. október 6. 17:00 |

| Új-Zéland | 1–1               | Törökország |
| --------- | ----------------- | ----------- |
| Mata 58'  | (0–1) Jegyzőkönyv | Kutucu 18'  |

| DY Patil Stadium, Navi Mumbai Nézőszám: 9727 Játékvezető: John Pitti (panamai) |

| 2017. október 6. 20:00 |

| Paraguay                                                | 3–2               | Mali                 |
| ------------------------------------------------------- | ----------------- | -------------------- |
| Galeano 12' Sanchez Cohener 17' Francisco Rodríguez 55' | (2–2) Jegyzőkönyv | Dramé 20' Ndiaye 34' |

| DY Patil Stadium, Navi Mumbai Nézőszám: 25 342 Játékvezető: Artur Soares Dias (portugál) |

| 2017. október 9. 17:00 |

| Törökország | 0–3               | Mali                                |
| ----------- | ----------------- | ----------------------------------- |
|             | (0–1) Jegyzőkönyv | D. Traoré 38' Ndiaye 68' Konaté 86' |

| DY Patil Stadium, Navi Mumbai Nézőszám: 18 323 Játékvezető: Muhammad Taqi (szingapúri) |

| 2017. október 9. 20:00 |

| Paraguay                              | 4–2               | Új-Zéland                   |
| ------------------------------------- | ----------------- | --------------------------- |
| Rodríguez 2' Vega 75' 78' Armoa 90+1' | (1–1) Jegyzőkönyv | Duarte 20\no.g.' (34\no.g.) |

| DY Patil Stadium, Navi Mumbai Nézőszám: 20 877 Játékvezető: Bamlak Tessema Weyesa (etióp) |

| 2017. október 12. 17:00 |

| Törökország  | 1–3               | Paraguay                           |
| ------------ | ----------------- | ---------------------------------- |
| Kesgin 90+3' | (0–2) Jegyzőkönyv | Bogado 41' Cardozo 43' Galeano 61' |

| DY Patil Stadium, Navi Mumbai Nézőszám: 8895 Játékvezető: Ryuji Sato (japán) |

| 2017. október 12. 17:00 |

| Mali                               | 3–1               | Új-Zéland  |
| ---------------------------------- | ----------------- | ---------- |
| Salam 18' D. Traoré 50' Ndiaye 82' | (1–0) Jegyzőkönyv | Spragg 72' |

| Jawaharlal Nehru Stadium, Delhi Nézőszám: 23 112 Játékvezető: Anasztásziosz Szidirópulosz (görög) |

### C csoport
| Hely. | Csapat      | M | Gy | D | V | G+ | G– | Gk | P | Továbbjutás              |
| ----- | ----------- | - | -- | - | - | -- | -- | -- | - | ------------------------ |
| 1.    | Irán        | 3 | 3  | 0 | 0 | 10 | 1  | +9 | 9 | Egyenes kieséses szakasz |
| 2.    | Németország | 3 | 2  | 0 | 1 | 5  | 6  | −1 | 6 | Egyenes kieséses szakasz |
| 3.    | Guinea      | 3 | 0  | 1 | 2 | 4  | 8  | −4 | 1 |                          |
| 4.    | Costa Rica  | 3 | 0  | 1 | 2 | 3  | 7  | −4 | 1 |                          |

| 2017. október 7. 17:00 |

| Németország       | 2–1               | Costa Rica |
| ----------------- | ----------------- | ---------- |
| Arp 21' Awuku 89' | (1–0) Jegyzőkönyv | Gómez 64'  |

| Fatorda Stadium, Márgáo Nézőszám: 12 329 Játékvezető: Mehdi Abid Sarif (algériai) |

| 2017. október 7. 20:00 |

| Irán                                         | 3–1               | Guinea      |
| -------------------------------------------- | ----------------- | ----------- |
| Sayyad 59' Sharifi 70' (11-esből) Karimi 90' | (0–0) Jegyzőkönyv | Touré 90+1' |

| Fatorda Stadium, Márgáo Nézőszám: 12 329 Játékvezető: José Argote (venezuelai) |

| 2017. október 10. 17:00 |

| Costa Rica            | 2–2               | Guinea                  |
| --------------------- | ----------------- | ----------------------- |
| Jarquin 26' Gómez 67' | (1–1) Jegyzőkönyv | Touré 30' I. Soumah 81' |

| Fatorda Stadium, Márgáo Nézőszám: 6717 Játékvezető: Bobby Madden (skót) |

| 2017. október 10. 20:00 |

| Irán                                | 4–0               | Németország |
| ----------------------------------- | ----------------- | ----------- |
| Delfi 6' 42' Sayyad 49' Namdari 75' | (2–0) Jegyzőkönyv |             |

| Fatorda Stadium, Márgáo Nézőszám: 8267 Játékvezető: Jair Marrufo (amerikai) |

| 2017. október 13. 17:00 |

| Costa Rica | 0–3               | Irán                                                           |
| ---------- | ----------------- | -------------------------------------------------------------- |
|            | (0–2) Jegyzőkönyv | Ghobeishavi 25' (11-esből) Shariati 29' (11-esből) Sardari 89' |

| Fatorda Stadium, Márgáo Nézőszám: 8549 Játékvezető: Hamada Nampiandraza (madagaszkári) |

| 2017. október 13. 17:00 |

| Guinea        | 1–3               | Németország                            |
| ------------- | ----------------- | -------------------------------------- |
| I. Soumah 26' | (1–1) Jegyzőkönyv | Arp 8' Kühn 62' Cetin 90+2' (11-esből) |

| Jawaharlal Nehru Stadium, Kocsín Nézőszám: 9250 Játékvezető: John Pitti (panamai) |

### D csoport
| Hely. | Csapat        | M | Gy | D | V | G+ | G– | Gk | P | Továbbjutás              |
| ----- | ------------- | - | -- | - | - | -- | -- | -- | - | ------------------------ |
| 1.    | Brazília      | 3 | 3  | 0 | 0 | 6  | 1  | +5 | 9 | Egyenes kieséses szakasz |
| 2.    | Spanyolország | 3 | 2  | 0 | 1 | 7  | 2  | +5 | 6 | Egyenes kieséses szakasz |
| 3.    | Niger         | 3 | 1  | 0 | 2 | 1  | 6  | −5 | 3 | Egyenes kieséses szakasz |
| 4.    | Észak-Korea   | 3 | 0  | 0 | 3 | 0  | 5  | −5 | 0 |                          |

| 2017. október 7. 17:00 |

| Brazília                   | 2–1               | Spanyolország |
| -------------------------- | ----------------- | ------------- |
| Lincoln 25' Paulinho 45+1' | (2–1) Jegyzőkönyv | Wesley 5'     |

| Jawaharlal Nehru Stadium, Kocsín Nézőszám: 21 362 Játékvezető: Naváf Sukralláh (bahreini) |

| 2017. október 7. 20:00 |

| Észak-Korea | 0–1               | Niger            |
| ----------- | ----------------- | ---------------- |
|             | (0–0) Jegyzőkönyv | Abdourahmane 59' |

| Jawaharlal Nehru Stadium, Kocsín Nézőszám: 2754 Játékvezető: Abdelkader Zitouni (tahiti) |

| 2017. október 10. 17:00 |

| Spanyolország                         | 4–0               | Niger |
| ------------------------------------- | ----------------- | ----- |
| A. Ruiz 21' 41' César 45+1' Gómez 82' | (3–0) Jegyzőkönyv |       |

| Jawaharlal Nehru Stadium, Kocsín Nézőszám: 7926 Játékvezető: Enrique Cáceres (paraguayi) |

| 2017. október 10. 20:00 |

| Észak-Korea | 0–2               | Brazília                 |
| ----------- | ----------------- | ------------------------ |
|             | (0–0) Jegyzőkönyv | Lincoln 56' Paulinho 61' |

| Jawaharlal Nehru Stadium, Kocsín Nézőszám: 15 314 Játékvezető: Slavko Vinčić (szlovén) |

| 2017. október 13. 20:00 |

| Spanyolország     | 2–0               | Észak-Korea |
| ----------------- | ----------------- | ----------- |
| Moha 4' César 71' | (1–0) Jegyzőkönyv |             |

| Jawaharlal Nehru Stadium, Kocsín Nézőszám: 14 544 Játékvezető: José Argote (venezuelai) |

| 2017. október 13. 20:00 |

| Niger | 0–2               | Brazília               |
| ----- | ----------------- | ---------------------- |
|       | (0–2) Jegyzőkönyv | Lincoln 4' Brenner 34' |

| Fatorda Stadium, Márgáo Nézőszám: 15 830 Játékvezető: Bobby Madden (skót) |

### E csoport
| Hely. | Csapat        | M | Gy | D | V | G+ | G– | Gk  | P | Továbbjutás              |
| ----- | ------------- | - | -- | - | - | -- | -- | --- | - | ------------------------ |
| 1.    | Franciaország | 3 | 3  | 0 | 0 | 14 | 3  | +11 | 9 | Egyenes kieséses szakasz |
| 2.    | Japán         | 3 | 1  | 1 | 1 | 8  | 4  | +4  | 4 | Egyenes kieséses szakasz |
| 3.    | Honduras      | 3 | 1  | 0 | 2 | 7  | 11 | −4  | 3 | Egyenes kieséses szakasz |
| 4.    | Új-Kaledónia  | 3 | 0  | 1 | 2 | 2  | 13 | −11 | 1 |                          |

| 2017. október 8. 17:00 |

| Új-Kaledónia | 1–7               | Franciaország                                                                         |
| ------------ | ----------------- | ------------------------------------------------------------------------------------- |
| Wadenges 90' | (0–6) Jegyzőkönyv | Iwa 5' (öngól) Gouiri 19' 33' Gomes 30' Caqueret 40' Wanesse 43' (öngól) Isidor 90+1' |

| Indira Gandhi Athletic Stadium, Gauháti Nézőszám: 12 640 Játékvezető: Hamada Nampiandraza (madagaszkári) |

| 2017. október 8. 20:00 |

| Honduras     | 1–6               | Japán                                                  |
| ------------ | ----------------- | ------------------------------------------------------ |
| Palacios 36' | (1–4) Jegyzőkönyv | Nakamura 22' 30' 43' Kubo 45' Miyashiro 51' Suzuki 90' |

| Indira Gandhi Athletic Stadium, Gauháti Nézőszám: 13 285 Játékvezető: Anthony Taylor (angol) |

| 2017. október 11. 17:00 |

| Franciaország  | 2–1               | Japán                    |
| -------------- | ----------------- | ------------------------ |
| Gouiri 13' 71' | (1–0) Jegyzőkönyv | Miyashiro 73' (11-esből) |

| Indira Gandhi Athletic Stadium, Gauháti Nézőszám: 9575 Játékvezető: Gery Vargas (bolíviai) |

| 2017. október 11. 20:00 |

| Honduras                                   | 5–0               | Új-Kaledónia |
| ------------------------------------------ | ----------------- | ------------ |
| Mejía 25' 42' Canales 27' Palacios 51' 88' | (3–0) Jegyzőkönyv |              |

| Indira Gandhi Athletic Stadium, Gauháti Nézőszám: 11 002 Játékvezető: Mehdi Abid Sarif (algériai) |

| 2017. október 14. 17:00 |

| Franciaország                                  | 5–1               | Honduras  |
| ---------------------------------------------- | ----------------- | --------- |
| Isidor 14' Flips 23' 64' Gouiri 86' Adli 90+6' | (2–1) Jegyzőkönyv | Mejía 10' |

| Indira Gandhi Athletic Stadium, Gauháti Nézőszám: 12 831 Játékvezető: Muhammad Taqi (szingapúri) |

| 2017. október 14. 17:00 |

| Japán       | 1–1               | Új-Kaledónia |
| ----------- | ----------------- | ------------ |
| Nakamura 7' | (1–0) Jegyzőkönyv | Jeno 83'     |

| Salt Lake Stadium, Kalkutta Nézőszám: 44 665 Játékvezető: Esther Staubli (svájci) |

### F csoport
| Hely. | Csapat | M | Gy | D | V | G+ | G– | Gk | P | Továbbjutás              |
| ----- | ------ | - | -- | - | - | -- | -- | -- | - | ------------------------ |
| 1.    | Anglia | 3 | 3  | 0 | 0 | 11 | 2  | +9 | 9 | Egyenes kieséses szakasz |
| 2.    | Irak   | 3 | 1  | 1 | 1 | 4  | 5  | −1 | 4 | Egyenes kieséses szakasz |
| 3.    | Mexikó | 3 | 0  | 2 | 1 | 3  | 4  | −1 | 2 | Egyenes kieséses szakasz |
| 4.    | Chile  | 3 | 0  | 1 | 2 | 0  | 7  | −7 | 1 |                          |

| 2017. október 8. 17:00 |

| Chile | 0–4               | Anglia                                  |
| ----- | ----------------- | --------------------------------------- |
|       | (0–1) Jegyzőkönyv | Hudson-Odoi 5' Sancho 51' 60' Gomes 81' |

| Salt Lake Stadium, Kalkutta Nézőszám: 46 154 Játékvezető: Ryuji Sato (japán) |

| 2017. október 8. 20:00 |

| Irak       | 1–1               | Mexikó         |
| ---------- | ----------------- | -------------- |
| Dawood 16' | (1–0) Jegyzőkönyv | De la Rosa 51' |

| Salt Lake Stadium, Kalkutta Nézőszám: 55 800 Játékvezető: Ovidiu Hațegan (román) |

| 2017. október 11. 17:00 |

| Anglia                                       | 3–2               | Mexikó         |
| -------------------------------------------- | ----------------- | -------------- |
| Brewster 39' Foden 48' Sancho 55' (11-esből) | (1–0) Jegyzőkönyv | Lainez 65' 72' |

| Salt Lake Stadium, Kalkutta Nézőszám: 48 620 Játékvezető: Nawaf Shukralla (bahreini) |

| 2017. október 11. 20:00 |

| Irak                                  | 3–0               | Chile |
| ------------------------------------- | ----------------- | ----- |
| Dawood 6' 68' D. Valencia 81' (öngól) | (1–0) Jegyzőkönyv |       |

| Salt Lake Stadium, Kalkutta Nézőszám: 50 286 Játékvezető: Clément Turpin (francia) |

| 2017. október 14. 20:00 |

| Anglia                                  | 4–0               | Irak |
| --------------------------------------- | ----------------- | ---- |
| Gomes 11' Smith-Rowe 57' Loader 59' 71' | (1–0) Jegyzőkönyv |      |

| Salt Lake Stadium, Kalkutta Nézőszám: 56 372 Játékvezető: Jair Marrufo (amerikai) |

| 2017. október 14. 20:00 |

| Mexikó | 0–0         | Chile |
| ------ | ----------- | ----- |
|        | Jegyzőkönyv |       |

| Indira Gandhi Athletic Stadium, Gauháti Nézőszám: 15 794 Játékvezető: Slavko Vinčić (szlovén) |

### Harmadik helyezett csapatok sorrendje
A harmadik helyezettek sorrendjét az alábbiak alapján kell meghatározni (versenyszabályzat 17.7. pontja alapján):
1. az összes mérkőzésen szerzett több pont
2. az összes mérkőzésen elért jobb gólkülönbség
3. az összes mérkőzésen szerzett több gól
4. fair play pontszám
5. sorsolás

| Hely. | Cs | Csapat           | M | Gy | D | V | G+ | G– | Gk | P | Továbbjutás                             |
| ----- | -- | ---------------- | - | -- | - | - | -- | -- | -- | - | --------------------------------------- |
| 1.    | A  | Egyesült Államok | 3 | 2  | 0 | 1 | 5  | 3  | +2 | 6 | Továbbjut az egyenes kieséses szakaszba |
| 2.    | E  | Honduras         | 3 | 1  | 0 | 2 | 7  | 11 | −4 | 3 | Továbbjut az egyenes kieséses szakaszba |
| 3.    | D  | Niger            | 3 | 1  | 0 | 2 | 1  | 6  | −5 | 3 | Továbbjut az egyenes kieséses szakaszba |
| 4.    | F  | Mexikó           | 3 | 0  | 2 | 1 | 3  | 4  | −1 | 2 | Továbbjut az egyenes kieséses szakaszba |
| 5.    | B  | Új-Zéland        | 3 | 0  | 1 | 2 | 4  | 8  | −4 | 1 |                                         |
| 6.    | C  | Guinea           | 3 | 0  | 1 | 2 | 4  | 8  | −4 | 1 |                                         |

1. 1 2  fair play pontszám alapján (Új-Zéland: –6 pont; Guinea: –9 pont).

## Egyenes kieséses szakasz

### Formátum
A harmadik helyezettekkel történő párosítás attól függött, hogy mely csoportok harmadik helyezettjei jutottak tovább. A következő táblázat a párosításokat mutatja:
| Továbbjutott harmadik helyezettek | Továbbjutott harmadik helyezettek | Továbbjutott harmadik helyezettek | Továbbjutott harmadik helyezettek | Továbbjutott harmadik helyezettek | Továbbjutott harmadik helyezettek |    | A1 vs | B1 vs | C1 vs | D1 vs |
| --------------------------------- | --------------------------------- | --------------------------------- | --------------------------------- | --------------------------------- | --------------------------------- | -- | ----- | ----- | ----- | ----- |
| A                                 | B                                 | C                                 | D                                 |                                   |                                   | C3 | D3    | A3    | B3    |       |
| A                                 | B                                 | C                                 |                                   | E                                 |                                   | C3 | A3    | B3    | E3    |       |
| A                                 | B                                 | C                                 |                                   |                                   | F                                 | C3 | A3    | B3    | F3    |       |
| A                                 | B                                 |                                   | D                                 | E                                 |                                   | D3 | A3    | B3    | E3    |       |
| A                                 | B                                 |                                   | D                                 |                                   | F                                 | D3 | A3    | B3    | F3    |       |
| A                                 | B                                 |                                   |                                   | E                                 | F                                 | E3 | A3    | B3    | F3    |       |
| A                                 |                                   | C                                 | D                                 | E                                 |                                   | C3 | D3    | A3    | E3    |       |
| A                                 |                                   | C                                 | D                                 |                                   | F                                 | C3 | D3    | A3    | F3    |       |
| A                                 |                                   | C                                 |                                   | E                                 | F                                 | C3 | A3    | F3    | E3    |       |
| A                                 |                                   |                                   | D                                 | E                                 | F                                 | D3 | A3    | F3    | E3    |       |
|                                   | B                                 | C                                 | D                                 | E                                 |                                   | C3 | D3    | B3    | E3    |       |
|                                   | B                                 | C                                 | D                                 |                                   | F                                 | C3 | D3    | B3    | F3    |       |
|                                   | B                                 | C                                 |                                   | E                                 | F                                 | E3 | C3    | B3    | F3    |       |
|                                   | B                                 |                                   | D                                 | E                                 | F                                 | E3 | D3    | B3    | F3    |       |
|                                   |                                   | C                                 | D                                 | E                                 | F                                 | C3 | D3    | F3    | E3    |       |

### Ágrajz
|  |               |                  |               |               |             |                  |                  |               |               |               |             |             |             |  |  |       |       |       |
|  | Nyolcaddöntők | Nyolcaddöntők    | Nyolcaddöntők |               |             | Negyeddöntők     | Negyeddöntők     | Negyeddöntők  |               |               | Elődöntők   | Elődöntők   | Elődöntők   |  |  | Döntő | Döntő | Döntő |
|  | Nyolcaddöntők | Nyolcaddöntők    | Nyolcaddöntők |               |             | Negyeddöntők     | Negyeddöntők     | Negyeddöntők  |               |               | Elődöntők   | Elődöntők   | Elődöntők   |  |  | Döntő | Döntő | Döntő |
|  | október 16.   |                  |               |               |             |                  |                  |               |               |               |             |             |             |  |  |       |       |       |
|  |               |                  |               |               |             |                  |                  |               |               |               |             |             |             |  |  |       |       |       |
|  | A2            | Kolumbia         | 0             |               |             |                  |                  |               |               |               |             |             |             |  |  |       |       |       |
|  | A2            | Kolumbia         | 0             | október 22.   |             |                  |                  |               |               |               |             |             |             |  |  |       |       |       |
|  | C2            | Németország      | 4             |               |             |                  |                  |               |               |               |             |             |             |  |  |       |       |       |
|  | C2            | Németország      | 4             |               |             | Németország      | Németország      | 1             |               |               |             |             |             |  |  |       |       |       |
|  | október 18.   |                  |               |               |             | Németország      | Németország      | 1             |               |               |             |             |             |  |  |       |       |       |
|  |               |                  | Brazília      | Brazília      | 2           |                  |                  |               |               |               |             |             |             |  |  |       |       |       |
|  | D1            | Brazília         | Brazília      | Brazília      | 2           | 3                |                  |               |               |               |             |             |             |  |  |       |       |       |
|  | D1            | Brazília         |               |               |             | 3                | október 25.      |               |               |               |             |             |             |  |  |       |       |       |
|  | BEF3          | Honduras         | 0             |               |             |                  |                  |               |               |               |             |             |             |  |  |       |       |       |
|  | BEF3          | Honduras         | 0             |               |             | Brazília         | Brazília         | 1             |               |               |             |             |             |  |  |       |       |       |
|  | október 16.   |                  |               |               |             | Brazília         | Brazília         | 1             |               |               |             |             |             |  |  |       |       |       |
|  |               |                  | Anglia        | Anglia        | 3           |                  |                  |               |               |               |             |             |             |  |  |       |       |       |
|  | B1            | Paraguay         | Anglia        | Anglia        | 3           | 0                |                  |               |               |               |             |             |             |  |  |       |       |       |
|  | B1            | Paraguay         | október 21.   |               |             | 0                |                  |               |               |               |             |             |             |  |  |       |       |       |
|  | ACD3          | Egyesült Államok | 5             |               |             |                  |                  |               |               |               |             |             |             |  |  |       |       |       |
|  | ACD3          | Egyesült Államok | 5             |               |             | Egyesült Államok | Egyesült Államok | 1             |               |               |             |             |             |  |  |       |       |       |
|  | október 17.   |                  |               |               |             | Egyesült Államok | Egyesült Államok | 1             |               |               |             |             |             |  |  |       |       |       |
|  |               |                  | Anglia        | Anglia        | 4           |                  |                  |               |               |               |             |             |             |  |  |       |       |       |
|  | F1            | Anglia           | Anglia        | Anglia        | 4           | 0 (5)            |                  |               |               |               |             |             |             |  |  |       |       |       |
|  | F1            | Anglia           |               |               |             | 0 (5)            | október 28.      |               |               |               |             |             |             |  |  |       |       |       |
|  | E2            | Japán            | 0 (3)         |               |             |                  |                  |               |               |               |             |             |             |  |  |       |       |       |
|  | E2            | Japán            | 0 (3)         |               |             | Anglia           | Anglia           | 5             |               |               |             |             |             |  |  |       |       |       |
|  | október 17.   |                  |               |               |             | Anglia           | Anglia           | 5             |               |               |             |             |             |  |  |       |       |       |
|  |               |                  | Spanyolország | Spanyolország | 2           |                  |                  |               |               |               |             |             |             |  |  |       |       |       |
|  | B2            | Mali             | Spanyolország | Spanyolország | 2           | 5                |                  |               |               |               |             |             |             |  |  |       |       |       |
|  | B2            | Mali             | október 21.   |               |             | 5                |                  |               |               |               |             |             |             |  |  |       |       |       |
|  | F2            | Irak             | 1             |               |             |                  |                  |               |               |               |             |             |             |  |  |       |       |       |
|  | F2            | Irak             | 1             |               |             | Mali             | Mali             | 2             |               |               |             |             |             |  |  |       |       |       |
|  | október 18.   |                  |               |               |             | Mali             | Mali             | 2             |               |               |             |             |             |  |  |       |       |       |
|  |               |                  | Ghána         | Ghána         | 1           |                  |                  |               |               |               |             |             |             |  |  |       |       |       |
|  | A1            | Ghána            | Ghána         | Ghána         | 1           | 2                |                  |               |               |               |             |             |             |  |  |       |       |       |
|  | A1            | Ghána            |               |               |             | 2                | október 25.      |               |               |               |             |             |             |  |  |       |       |       |
|  | CDE3          | Niger            | 0             |               |             |                  |                  |               |               |               |             |             |             |  |  |       |       |       |
|  | CDE3          | Niger            | 0             |               |             | Mali             | Mali             | 1             |               |               |             |             |             |  |  |       |       |       |
|  | október 17.   |                  |               |               |             | Mali             | Mali             | 1             |               |               |             |             |             |  |  |       |       |       |
|  |               |                  | Spanyolország | Spanyolország | 3           |                  |                  | Bronzmérkőzés | Bronzmérkőzés | Bronzmérkőzés |             |             |             |  |  |       |       |       |
|  | E1            | Franciaország    | Spanyolország | Spanyolország | 3           | 1                |                  |               |               | Bronzmérkőzés |             |             |             |  |  |       |       |       |
|  | E1            | Franciaország    |               |               | október 22. | október 22.      | október 22.      |               |               |               | október 28. | október 28. | október 28. |  |  |       |       |       |
|  | D2            | Spanyolország    | 2             |               | október 22. | október 22.      | október 22.      |               |               |               | október 28. | október 28. | október 28. |  |  |       |       |       |
|  | D2            | Spanyolország    | 2             |               |             | Spanyolország    | Spanyolország    | 3             | Brazília      | Brazília      | 2           |             |             |  |  |       |       |       |
|  | október 17.   |                  |               |               |             | Spanyolország    | Spanyolország    | 3             | Brazília      | Brazília      | 2           |             |             |  |  |       |       |       |
|  |               |                  | Irán          | Irán          | 1           |                  |                  | Mali          | Mali          | 0             |             |             |             |  |  |       |       |       |
|  | C1            | Irán             | Irán          | Irán          | 1           | 2                |                  | Mali          | Mali          | 0             |             |             |             |  |  |       |       |       |
|  | C1            | Irán             |               |               |             |                  |                  |               |               |               |             |             |             |  |  |       |       |       |
|  | ABF3          | Mexikó           | 1             |               |             |                  |                  |               |               |               |             |             |             |  |  |       |       |       |
|  | ABF3          | Mexikó           | 1             |               |             |                  |                  |               |               |               |             |             |             |  |  |       |       |       |

### Nyolcaddöntők
| 2017. október 16. 17:00 |

| Kolumbia | 0–4               | Németország                       |
| -------- | ----------------- | --------------------------------- |
|          | (0–2) Jegyzőkönyv | Arp 7' 65' Bisseck 39' Yeboah 49' |

| Jawaharlal Nehru Stadium, Delhi Nézőszám: 19 477 Játékvezető: Nawaf Shukralla (bahreini) |

| 2017. október 16. 20:00 |

| Paraguay | 0–5               | Egyesült Államok                          |
| -------- | ----------------- | ----------------------------------------- |
|          | (0–1) Jegyzőkönyv | Weah 19' 53' 77' Carleton 63' Sargent 74' |

| Jawaharlal Nehru Stadium, Delhi Nézőszám: 34 895 Játékvezető: Ovidiu Hațegan (román) |

| 2017. október 17. 17:00 |

| Irán                             | 2–1               | Mexikó         |
| -------------------------------- | ----------------- | -------------- |
| Sharifi 7' (11-esből) Sayyad 11' | (2–1) Jegyzőkönyv | De la Rosa 37' |

| Fatorda Stadium, Márgáo Nézőszám: 5529 Játékvezető: Anthony Taylor (angol) |

| 2017. október 17. 17:00 |

| Franciaország | 1–2               | Spanyolország                      |
| ------------- | ----------------- | ---------------------------------- |
| Pintor 34'    | (1–1) Jegyzőkönyv | Miranda 44' A. Ruiz 90' (11-esből) |

| Indira Gandhi Athletic Stadium, Gauháti Nézőszám: 13 316 Játékvezető: Enrique Cáceres (paraguayi) |

| 2017. október 17. 20:00 |

| Anglia                                    | 0–0 (h. u.) | Japán                          |
| ----------------------------------------- | ----------- | ------------------------------ |
|                                           | Jegyzőkönyv |                                |
| Büntetőpárbaj                             |             |                                |
| Brewster Hudson-Odoi Foden Anderson Kirby | 5–3         | Sugawara Miyashiro Kida Kozuki |

| Salt Lake Stadium, Kalkutta Nézőszám: 53 302 Játékvezető: José Argote (venezuelai) |

| 2017. október 17. 20:00 |

| Mali                                                | 5–1               | Irak       |
| --------------------------------------------------- | ----------------- | ---------- |
| Dramé 25' Ndiaye 33' 90+4' Konaté 73' S. Camara 87' | (2–0) Jegyzőkönyv | Kareem 85' |

| Fatorda Stadium, Márgáo Nézőszám: 9240 Játékvezető: Ricardo Montero (Costa Rica-i) |

| 2017. október 18. 17:00 |

| Ghána                            | 2–0               | Niger |
| -------------------------------- | ----------------- | ----- |
| Ayiah 45+4' (11-esből) Danso 90' | (1–0) Jegyzőkönyv |       |

| DY Patil Stadium, Navi Mumbai Nézőszám: 21 286 Játékvezető: Artur Soares Dias (portugál) |

| 2017. október 18. 20:00 |

| Brazília                           | 3–0               | Honduras |
| ---------------------------------- | ----------------- | -------- |
| Brenner 11' 56' Marcos Antônio 44' | (2–0) Jegyzőkönyv |          |

| Jawaharlal Nehru Stadium, Kocsín Nézőszám: 20 668 Játékvezető: Bamlak Tessema Weyesa (etióp) |

### Negyeddöntők
| 2017. október 21. 17:00 |

| Mali                 | 2–1               | Ghána                      |
| -------------------- | ----------------- | -------------------------- |
| Dramé 15' Traoré 61' | (1–0) Jegyzőkönyv | Mohammed K. 70' (11-esből) |

| Indira Gandhi Athletic Stadium, Gauháti Nézőszám: 7706 Játékvezető: Mehdi Abid Sarif (algériai) |

| 2017. október 21. 20:00 |

| Egyesült Államok | 1–4               | Anglia                                            |
| ---------------- | ----------------- | ------------------------------------------------- |
| Sargent 72'      | (0–2) Jegyzőkönyv | Brewster 11' 14' 90+6' (11-esből) Gibbs-White 64' |

| Fatorda Stadium, Márgáo Nézőszám: 16 148 Játékvezető: Clément Turpin (francia) |

| 2017. október 22. 17:00 |

| Spanyolország                    | 3–1               | Irán       |
| -------------------------------- | ----------------- | ---------- |
| A. Ruiz 13' Gómez 60' Ferrán 67' | (1–0) Jegyzőkönyv | Karimi 69' |

| Jawaharlal Nehru Stadium, Kocsín Nézőszám: 28 436 Játékvezető: Gery Vargas (bolíviai) |

| 2017. október 22. 20:00 |

| Németország        | 1–2               | Brazília                  |
| ------------------ | ----------------- | ------------------------- |
| Arp 21' (11-esből) | (1–0) Jegyzőkönyv | Weverson 71' Paulinho 77' |

| Salt Lake Stadium, Kalkutta Nézőszám: 66 613 Játékvezető: Jair Marrufo (amerikai) |

### Elődöntők
| 2017. október 25. 17:00 |

| Brazília   | 1–3               | Anglia               |
| ---------- | ----------------- | -------------------- |
| Wesley 21' | (1–2) Jegyzőkönyv | Brewster 10' 39' 77' |

| Indira Gandhi Athletic Stadium, Gauháti Nézőszám: 63 881 Játékvezető: Ovidiu Hațegan (román) |

| 2017. október 25. 20:00 |

| Mali        | 1–3               | Spanyolország                         |
| ----------- | ----------------- | ------------------------------------- |
| N'Diaye 74' | (0–2) Jegyzőkönyv | A. Ruiz 19' (11-esből) 43' Ferrán 71' |

| DY Patil Stadium, Navi Mumbai Nézőszám: 37 847 Játékvezető: Ryuji Sato (japán) |

### Bronzmérkőzés
| 2017. október 28. 17:00 |

| Brazília                        | 2–0               | Mali |
| ------------------------------- | ----------------- | ---- |
| Alan Souza 55' Yuri Alberto 88' | (0–0) Jegyzőkönyv |      |

| Salt Lake Stadium, Kalkutta Nézőszám: 56 422 Játékvezető: Ricardo Montero (Costa Rica-i) |

### Döntő
| 2017. október 28. 20:00 |

| Anglia                                               | 5–2               | Spanyolország |
| ---------------------------------------------------- | ----------------- | ------------- |
| Brewster 44' Gibss-White 58' Foden 69' 88' Guehi 84' | (1–2) Jegyzőkönyv | Gómez 10' 31' |

| Salt Lake Stadium, Kalkutta Nézőszám: 66 684 Játékvezető: Enrique Cáceres (paraguayi) |

| A 2017-es U17-es labdarúgó-világbajnokság győztese |
| -------------------------------------------------- |
| · Anglia · 1. cím                                  |

## Gólszerzők
8 gólos
| - Rhian Brewster |

6 gólos
| - Lassana N'Diaye | - Abel Ruiz |  |

5 gólos
| - Amine Gouiri | - Jann-Fiete Arp |  |

4 gólos
| - Keito Nakamura | - Sergio Gómez Martín |  |

3 gólos
| - Brenner - Lincoln - Paulinho - Juan Peñaloza - Phil Foden | - Jadon Sancho - Eric Ayiah - Carlos Adonys Mejía - Patrick Palacios - Allahyar Sayyad | - Mohammed Dawood Yaseen - Hadji Dramé - Djemoussa Traoré - Josh Sargent - Timothy Weah |

2 gólos
| - Andrés Gómez - Morgan Gibbs-White - Angel Gomes - Danny Loader - Alexis Flips - Wilson Isidor - Richard Danso - Ibrahima Soumah | - Fandje Touré - Younes Delfi - Saeid Karimi - Mohammad Sharifi - Taishei Miyashiro - Fode Konaté - Diego Lainez - Roberto de la Rosa | - Antonio Galeano - Alan Francisco Rodríguez - Aníbal Vega - César Gelabert - Ferrán Torres - Andrew Carleton |

1 gólos
| - Alan Souza - Yuri Alberto - Marcos Antônio - Wesley - Weverson - Déiber Caicedo - Juan Vidal - Yecxy Jarquin - Callum Hudson-Odoi - Emile Smith-Rowe - Marc Guehi - Yacine Adli - Claudio Gomes - Maxence Caqueret - Lenny Pintor - Noah Awuku - Yann Aurel Bisseck | - Sahverdi Cetin - Nicolas Kühn - John Yeboah - Sadiq Ibrahim - Mohammed Kudus - Emmanuel Toku - Joshua Canales - Jeakson Singh Thounaojam - Mohammad Ghobeishavi - Vahid Namdari - Mohammad Sardari - Taha Shariati - Ali Kareem - Takefusa Kubo - Tochi Suzuki - Seme Camara - Salam Giddou | - Cameron Wadenges - Jekob Jeno - Max Mata - Charles Spragg - Salim Abdourahmane - Blas Armoa - Giovanni Bogado - Fernando David Cardozo - Leonardo Sánchez Cohener - Juan Miranda - Mohamed Moukhliss - Keren Kesgin - Ahmed Kutucu - George Acosta - Ayo Akinola - Chris Durkin |

1 Öngólos
| - Wesley (Spanyolország ellen) - Diego Valencia (Irak ellen) | - Bernard Iwa (Franciaország ellen) - Kiam Wanesse (Franciaország ellen) |  |

2 Öngólos
| - Alexis Duarte (Új-Zéland ellen) |